# Erebomorpha fulgurita
Erebomorpha fulgurita är en fjärilsart som beskrevs av Walker 1860. Erebomorpha fulgurita ingår i släktet Erebomorpha och familjen mätare. Inga underarter finns listade i Catalogue of Life.